# Championnat britannique des voitures de tourisme 1967
Le Championnat britannique des voitures de tourisme 1967 était la 10e saison du championnat britannique des voitures de tourisme, remporté par l'australien Frank Gardner. Le championnat a débuté à Brands Hatch le 12 mars 1967 et s'est terminé sur le même circuit le 22 octobre 1967.

## Calendrier
| Manche | Circuit      | Date         | Pilote vainqueur | Ecurie vainqueur   | Voiture vainqueur    |
| ------ | ------------ | ------------ | ---------------- | ------------------ | -------------------- |
| 1      | Brands Hatch | 12 mars      | Frank Gardner    | Alan Mann Racing   | Ford Falcon Sprint   |
| 2      | Snetterton   | 24 mars      | Jackie Oliver    | DR Racing Division | Ford Mustang         |
| 3      | Silverstone  | 27 mars      | Jackie Oliver    | DR Racing Division | Ford Mustang         |
| 4      | Silverstone  | 29 avril     | Frank Gardner    | Alan Mann Racing   | Ford Falcon Sprint   |
| 5 A-B  | Mallory Park | 14 mai       | John Rhodes      | Cooper Car Co.     | Morris Mini Cooper S |
| 5 C-D  | Mallory Park | 14 mai       | Frank Gardner    | Alan Mann Racing   | Ford Falcon Sprint   |
| 6      | Silverstone  | 20 mai       | Frank Gardner    | Alan Mann Racing   | Ford Falcon Sprint   |
| 7      | Silverstone  | 15 juillet   | Frank Gardner    | Alan Mann Racing   | Ford Falcon Sprint   |
| 8      | Brands Hatch | 28 août      | Jackie Oliver    | DR Racing          | Ford Mustang         |
| 9 A-B  | Oulton Park  | 16 septembre | John Rhodes      | Cooper Car Co.     | Morris Mini Cooper S |
| 9 C-D  | Oulton Park  | 16 septembre | Frank Gardner    | Alan Mann Racing   | Ford Falcon Sprint   |
| 10     | Brands Hatch | 22 octobre   | Frank Gardner    | Alan Mann Racing   | Ford Falcon Sprint   |

## Classement final

### Pilotes
| Championnat pilotes | Championnat pilotes | Championnat pilotes  | Championnat pilotes     | Championnat pilotes |
| Pos.                | Pilote              | Voiture              | Ecurie                  | Points              |
| ------------------- | ------------------- | -------------------- | ----------------------- | ------------------- |
| 1                   | Frank Gardner       | Ford Falcon Sprint   | Alan Mann Racing        | 70                  |
| 2                   | John Fitzpatrick    | Ford Anglia          | Team Broadspeed         | 62                  |
| 3                   | John Rhodes         | Morris Mini Cooper S | Cooper Car Co.          | 58                  |
| 4                   | Jackie Oliver       | Ford Mustang         | DR Racing               | 54                  |
| 5                   | Bernard Unett       | Hillman Imp          | Alan Fraser Racing Team | 54                  |